# Иван Тамахкяров
Иван Георгиев Тамахкяров е български революционер, участник в Илинденско-Преображенското и Септемврийското въстание.

## Биография
Роден е в 1895 година в село Паспалово, Малкотърновско. Включва се в дейността на Вътрешната македоно-одринска революционна организация. Първоначално е в четата на Михаил Даев, а по-късно в четата на братовчед си Вълчо Тамахкяров. Присъства на Конгреса на Петрова нива. Участва с Гьоктепенската чета на Киро Узунов в Илинденско-Преображенското въстание.
В 1913 година се заселва в Гьоктепе. Става член на Българската комунистическа партия в 1919 година. Участва в Септемврийското въстание през 1923 година, след което с жена си Дона емигрира в СССР. В 1924 година е приет за член на ВКП (б). Установява в град Фрунзе, а по-късно в Дзауджикау.
Умира в 1955 година.